# Pjetër Budi
Pjetër Budi albo Pietro Budi (ur. 1566 w Gur i Bardhë w rejonie Mati, zm. 25 grudnia 1622) – albański ksiądz katolicki i poeta, autor dzieł o tematyce religijnej.

## Życiorys
Kształcił się w Collegium Illyricum w Ankonie, a następnie studiował teologię w Loreto. W 1591 roku został wyświęcony na księdza i wysłany do Kosowa, wówczas znajdującego w archidiecezji Antivari. Przez kolejne 12 lat pracował w różnych parafiach na terenie Kosowa i Macedonii. W 1599, podczas synodu prowincjalnego arcybiskup Baru Tomasso Orsino mianował go wikariuszem generalnym Serbii. Wiadomo, że w 1610 r. występował jako kapelan w Skopju. W tym czasie próbował przygotowywać powstanie chrześcijan na Bałkanach przeciwko panowaniu osmańskiemu, prowadząc rozmowy z lokalnymi przywódcami plemiennymi w Albanii, Bośni i Serbii.
W 1616 roku udał się do Rzymu, gdzie przez kolejne dwa lata przygotowywał do wydania swoje manuskrypty. W 1618 udał się na pielgrzymkę do Santiago de Compostela, skąd powrócił do Rzymu w 1619. W 1621 w liście do kardynała Gozzadini przedstawiał projekt powstania na ziemiach albańskich przeciwko władzy tureckiej.
Najważniejszym dziełem Budiego jest Dottrina Christiana (alb. Doktrina e Kërshtenë), stanowiące tłumaczenie katechizmu Christianae doctrinae exlicacio Roberta Bellarmina. Do tłumaczenia Budi dołączył 53 strony poezji religijnej w języku albańskim, łącznie ponad 3000 wersów. Są to pierwsze utwory poetyckie w dialekcie gegijskim. Część utworów jest tłumaczeniem tekstów łacińskich, ale niektóre były dziełami oryginalnymi. Dziełem Budiego jest także 16-stronnicowe dzieło w języku gegijskim poświęcone Mszy św. – Cusc zzote mesce keto cafsce i duhete me scerbyem (Rozprawa dla tych, którzy odprawiają mszę).
W 1622 utonął w czasie przeprawy przez rzekę Drin. Imię Pjetëra Budiego nosi jedna z ulic w tirańskiej dzielnicy Ali Demi.